# Sandra, detective de cuentos
Sandra, Detective de Cuentos (ES), Sandra the Fairytale Detective (EUA) Sandra, a Detetive Encantada (PT-BR) ou Sandra, a Detective de Contos (PT-PT) é uma série de animação hindú-espanhola, de aproximadamente 13 minutos, que conta a história de Sandra Occhiaperti (PT-BR) ou Sandra Olhos-Abertos (PT-PT), uma menina de 10 anos, e as aventuras nos contos de fada junto com seu amigo elfo mágico de 508 anos Fo.
É produzida pela Imira Entertainment e TVE em associação com a animadora indiana DQ Entertainment, possui um total de 52 episódios,
No Brasil foi exibido pelo canal pago Gloob, estreando no mesmo ano de estreia do canal em 2012. Posteriormente foi adicionado ao catálogo do +SBT em 2025.
Em Portugal, foi exibido pelo canal aberto RTP2 e também foi exibido nas madrugadas pelo canal pago Disney Channel Portugal.
Na Espanha trasmite através da TVE.

## Enredo
Sandra é uma menina de 10 anos, que após a morte de seu avô assume o cargo de detetive encantada, e junto com Fo, um elfo mágico de 508 anos, resolve casos nas histórias e clássicos infantis. Sempre há dois problemas: um no mundo real, e outro no mágico, o primeiro, é resolvido após o segundo. Para retirar Sandra do mundo real e congelar o tempo, é necessário que Fo diga as palavras mágicas, que são: Zorak, Fo, Linux.

## Exibições mundiais
| Temporadas | Temporadas | Exibição original    | Exibição original  | Exibição Brasileira  | Exibição Brasileira | Exibição em Portugal                                                 | Exibição em Portugal                               |
| Temporadas | Temporadas | Estreia da Temporada | Final da temporada | Estreia da Temporada | Final da temporada  | Estreia da Temporada                                                 | Final da temporada                                 |
| ---------- | ---------- | -------------------- | ------------------ | -------------------- | ------------------- | -------------------------------------------------------------------- | -------------------------------------------------- |
|            | 1          | 12 de abril de 2009  | 14 de maio de 2010 | 15 de junho de 2012  | TBA                 | 16 de janeiro de 2012 (RTP2) 21 de setembro de 2013 (Disney Channel) | 6 de setembro de 2015 (RTP2) 2017 (Disney Channel) |

### Dublagem Brasileira
- Direção de Dublagem: Flávia Saddy
- Tradutora: Paula Bara

- Sandra Occhiaperti: Flávia Saddy
- Fo, o Elfo: Sérgio Stern
- Mãe de Sandra: Silvia Goiabeira
- Pai de Sandra: Fernando Lopes
- Raquel: Érika Menezes

### Dobragem Portuguesa
- Tradução: Patrícia Encarnação
- Direção de Atores: Paulo Martinez
- Direção Técnica: Andreia Soares
- Edição e Grafismo: Diogo Martinez
- Interpretação:
- Sandra Occhiaperti: Inês Pereira
- Fo, o Elfo: Telmo Mendes
- Mãe de Sandra: Inês Marques
- Pai de Sandra: José Piçarra
- Raquel: Susana Jordão
- Adicionais: Axel, Eduardo Ribeiro, Jorge Xavier, Mónica Figueiras, Susana João, Tiago Castro
- RTP - Estúdios PSB